# 新四军六师师部旧址
31°41′15″N 120°26′12″E / 31.68747°N 120.43654°E
新四军六师师部旧址，位于中华人民共和国江苏省无锡市锡山区锡北镇前进村诸巷，是江苏省文物保护单位。抗日战争期间，此地曾是新四军第六师师部。

## 特点
旧址为砖木结构双层楼房。1926年，浙江大学电机系主任诸水本建造，坐西朝东，面阔8.6米、进深7.6米。1936年，江南抗日义勇军叶飞部在此突袭日伪忠救军十支队。1940年，江南人民抗日救国军东路指挥部设于此，谭震林担任司令。1941年3月，根据中央军委命令，新四军苏南部队整编为第六师，谭震林担任师长兼政委，师部也设于此处。同年8月，为反击日军清乡，第六师撤离无锡。1988年无锡县人民政府公布其为无锡县文物保护单位。2003年，张泾镇党委、镇政府对旧址进行修葺，并建立纪念馆。2003年底对外开馆。2005年，中共无锡市委命名其为无锡市爱国主义教育基地。2019年4月，江苏省人民政府认定其为江苏省文物保护单位。